# 霍普金斯紫外線望遠鏡
霍普金斯紫外線望遠鏡（HUT，Hopkins Ultraviolet Telescope）是一架觀測遠紫外線區域電磁頻譜光譜的望遠鏡。它經由兩次太空梭的有效酬載和操作：1990年12月STS-35和1995年3月STS-67的部分任務。

## 外部連結
- HUT webpage at Johns Hopkins University